# 香榭丽舍剧院

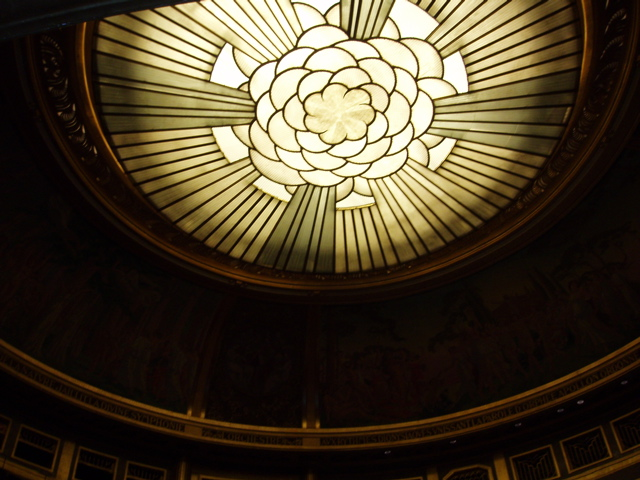
剧院的天花板

香榭丽舍剧院（Théâtre des Champs-Élysées）是巴黎的一座剧院。它位于巴黎第八区，但是并不在香榭丽舍大街上，而是位于蒙田大街15号。

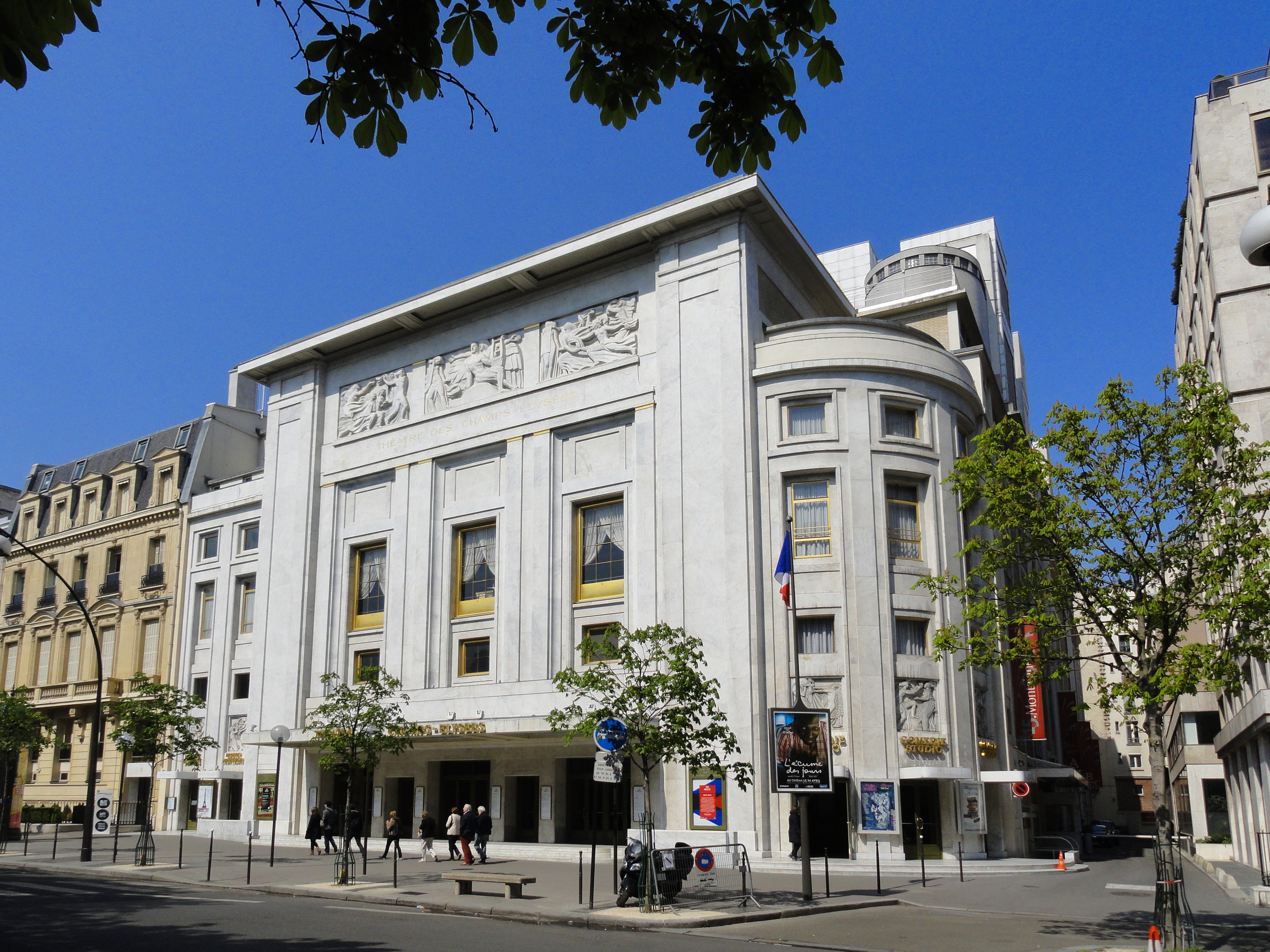
香榭丽舍剧院

香榭丽舍剧院于1913年建成，是一座装饰艺术风格的建筑，建筑师奥古斯特·佩雷的作品。
1913年，伊戈尔·费奥多罗维奇·斯特拉文斯基的《春之祭》在此首演，几乎在剧场内酿成一场暴动。 
香榭丽舍剧院的价格差异很大，最好的座位卖到150欧元（2006年4月）。蒙田大街是巴黎最高档的街道之一，相当于纽约的麦迪逊大道。